# وينكوني (ويسكونسن)
وينكوني (بالإنجليزية: Winneconne, Wisconsin)‏ هي قرية و بلدة تقع في الولايات المتحدة في مقاطعة وينباغو، ولاية ويسكونسن. يقدر عدد سكانها بـ 2,383 نسمة ومساحتها 5.05 كم2وترتفع عن سطح البحر 228 متر.

## التركيبة السكانية
قام مكتب تعداد الولايات المتحدة بتحديد بيانات التركيبة السكانية لوينكوني في تعداد الولايات المتحدة. في ما يلي، التركيبة السكانية حسب تعدادي 2000 و2010.

### تعداد عام 2000
بلغ عدد سكان وينكوني 2,401 نسمة بحسب تعداد عام 2000، وبلغ عدد الأسر 945 أسرة وعدد العائلات 687 عائلة مقيمة في القرية. في حين سجلت الكثافة السكانية 1,503.4 نسمة لكل ميل مربع (580.5/كم2). وبلغ عدد الوحدات السكنية 1,060 وحدة بمتوسط كثافة قدره 663.7 نسمة لكل ميل مربع (256.3/كم2).
وتوزع التركيب العرقي للقرية بنسبة 98.75% من البيض و 0.50% من الأمريكيين الأصليين و 0.12% من الأمريكيين ذوي الأصول الآسيوية و 0.00% من سكان جزر المحيط الهادئ و 0.00% من الأمريكيين الأفارقة و 0.54% من عرقين مختلطين أو أكثر.
بلغ عدد الأسر 945 أسرة كانت نسبة 36.0% منها لديها أطفال تحت سن الثامنة عشر تعيش معهم، وبلغت نسبة الأزواج القاطنين مع بعضهم البعض 59.4% من أصل المجموع الكلي للأسر، ونسبة 9.2% من الأسر كان لديها معيلات من الإناث دون وجود شريك، وكانت نسبة 27.2% من غير العائلات. تألفت نسبة 23.4% من أصل جميع الأسر من أفراد ونسبة 11.5% كانوا يعيش معهم شخص وحيد يبلغ من العمر 65 عاماً فما فوق. وبلغ متوسط حجم الأسرة المعيشية 3.01، أما متوسط حجم العائلات فبلغ 2.53.
بلغ العمر الوسطي للسكان 39 عاماً. وكانت نسبة 27.1% من القاطنين تحت سن الثامنة عشر، وكانت نسبة 6.5% بين الثامنة عشر والأربعة وعشرون عاماً، ونسبة 27.9% كانت واقعةً في الفئة العمرية ما بين الخامسة والعشرون حتى والأربعة وأربعون عاماً، ونسبة 23.5% كانت ما بين الخامسة والأربعون حتى الرابعة والستون، ونسبة 15.0% كانت ضمن فئة الخامسة والستون عاماً فما فوق. يوجد لكل 100 أنثى 97.6 ذكر، ويوجد لكل 100 أنثى في الثامنة عشر من عمرها فما فوق 91.6 ذكر.
بلغ متوسط دخل الأسرة في القرية 44,886 دولار، أما متوسط دخل العائلة فبلغ 53,477 دولار. وكان متوسط دخل الذكور 41,047 دولار مقابل 24,688 دولار للإناث. وسجل دخل الفرد الخاص بالقرية 20,316 دولار.

### تعداد عام 2010
بلغ عدد سكان وينكوني 2,383 نسمة بحسب تعداد عام 2010، وبلغ عدد الأسر 1,027 أسرة وعدد العائلات 678 عائلة مقيمة في القرية. في حين سجلت الكثافة السكانية 1,557.5 نسمة لكل ميل مربع (601.4/كم2). وبلغ عدد الوحدات السكنية 1,198 وحدة بمتوسط كثافة قدره 783.0 لكل ميل مربع (302.3/كم2).
وتوزع التركيب العرقي للقرية بنسبة 97.5% من البيض و 0.4% من الأمريكيين الأصليين و 0.3% من الأمريكيين ذوي الأصول الآسيوية و 0.2% من الأمريكيين الأفارقة و 0.8% من عرقين مختلطين أو أكثر.
بلغ عدد الأسر 1,027 أسرة كانت نسبة 29.4% منها لديها أطفال تحت سن الثامنة عشر تعيش معهم، وبلغت نسبة الأزواج القاطنين مع بعضهم البعض 54.3% من أصل المجموع الكلي للأسر، ونسبة 7.5% من الأسر كان لديها معيلات من الإناث دون وجود شريك، بينما كانت نسبة 4.2% من الأسر لديها معيلون من الذكور دون وجود شريكة وكانت نسبة 34.0% من غير العائلات. تألفت نسبة 28.7% من أصل جميع الأسر من أفراد ونسبة 12.4% كانوا يعيش معهم شخص وحيد يبلغ من العمر 65 عاماً فما فوق. وبلغ متوسط حجم الأسرة المعيشية 2.87، أما متوسط حجم العائلات فبلغ 2.32.
بلغ العمر الوسطي للسكان 43.7 عاماً. وكانت نسبة 22.6% من القاطنين تحت سن الثامنة عشر، وكانت نسبة 7% بين الثامنة عشر والأربعة وعشرون عاماً، ونسبة 22.5% كانت واقعةً في الفئة العمرية ما بين الخامسة والعشرون حتى والأربعة وأربعون عاماً، ونسبة 31.1% كانت ما بين الخامسة والأربعون حتى الرابعة والستون، ونسبة 16.7% كانت ضمن فئة الخامسة والستون عاماً فما فوق. وتوزع التركيب الجنسي للسكان بنسبة 49.1% ذكور و50.9% إناث.

## معرض صور

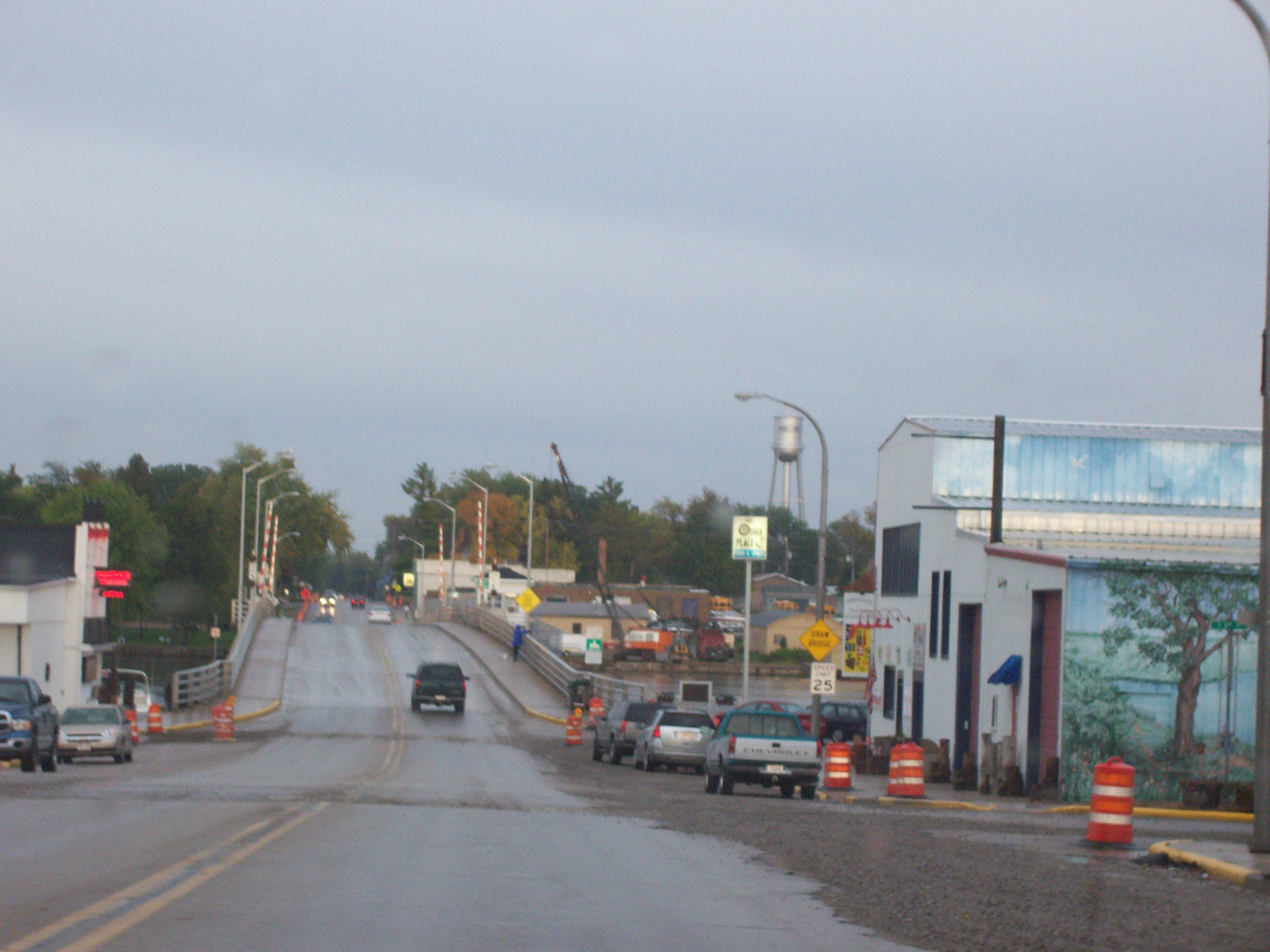
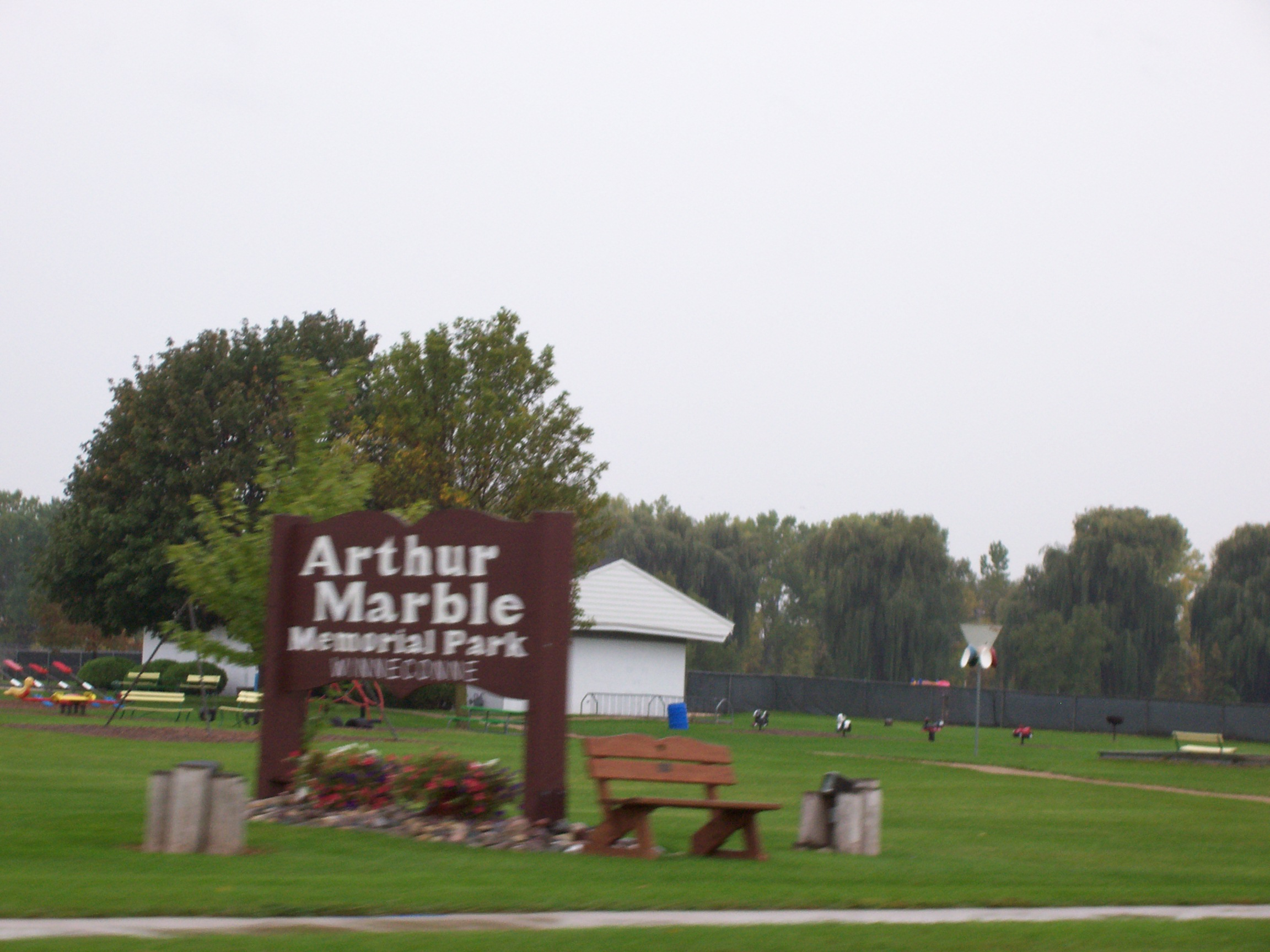
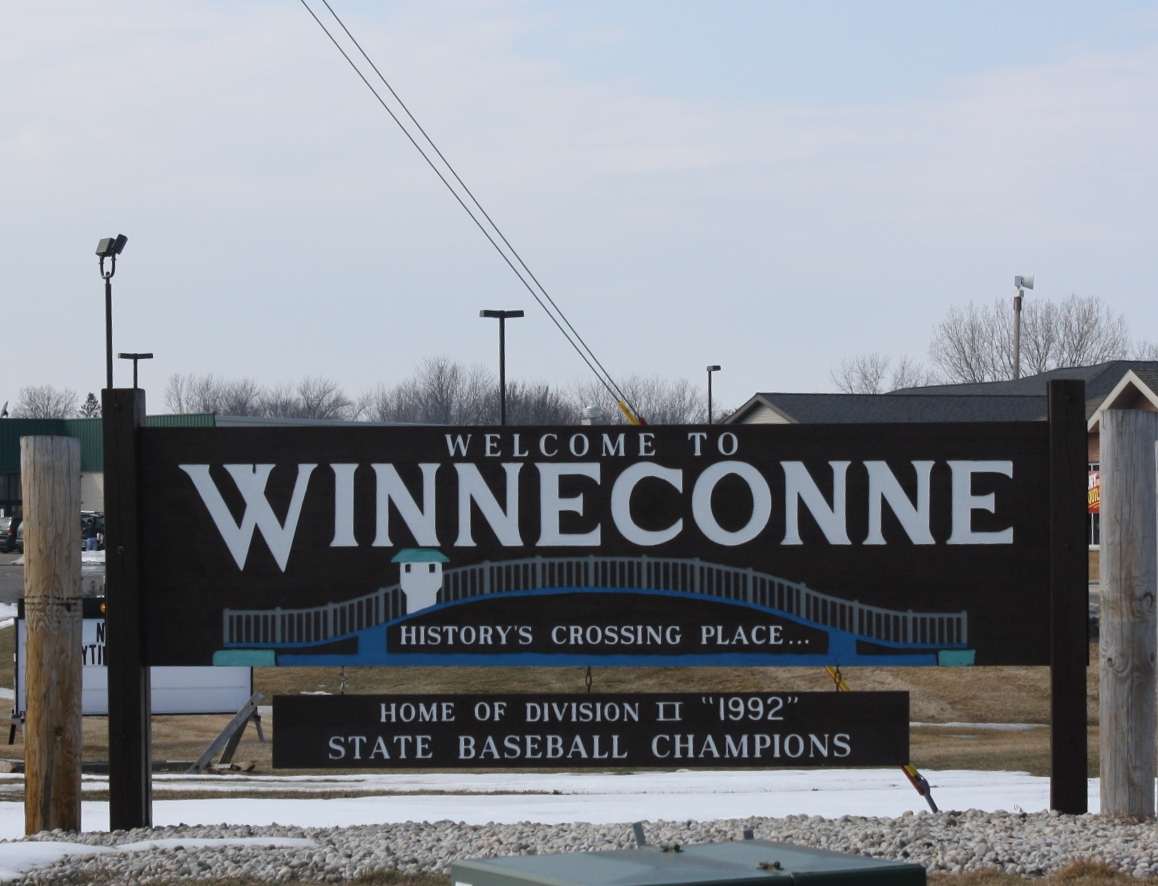
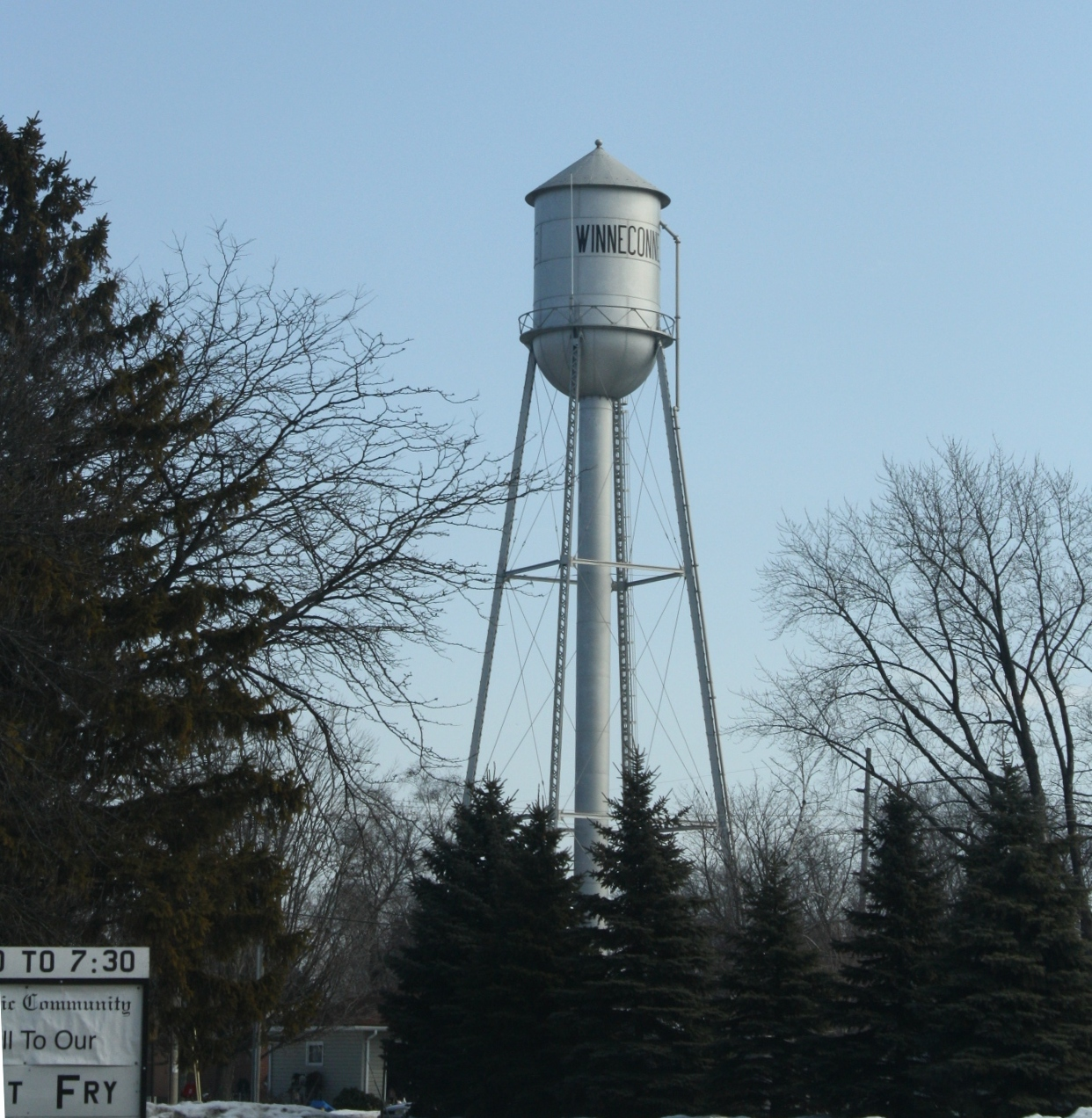
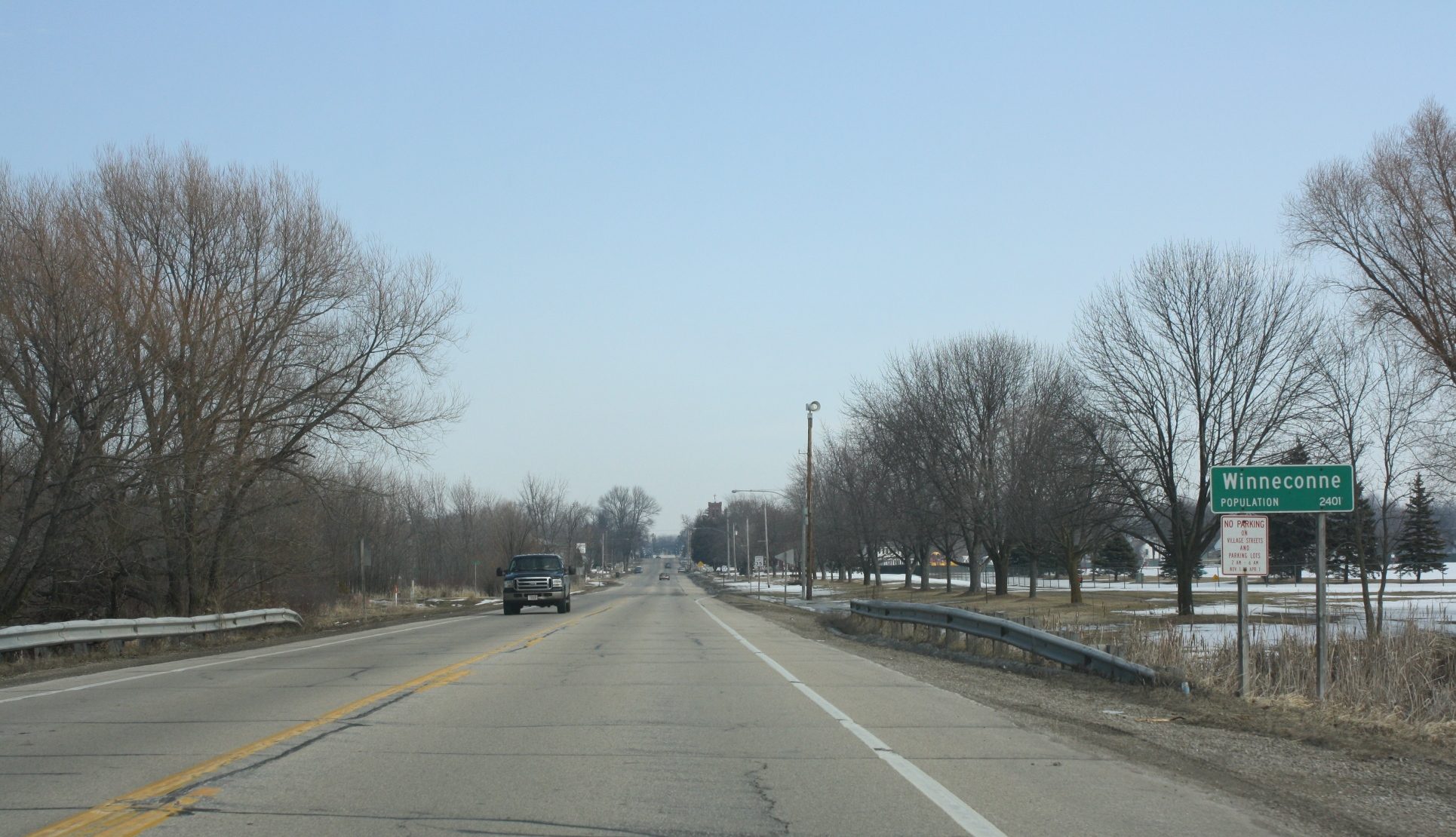